# Pfingstfuchs
Der Pfingstfuchs ist ein Pfingstbrauch in Norddeutschland, bei dem ein Junge mit einem angeleinten Fuchs von Haus zu Haus zieht und Spenden sammelt.
Der Pfingstfuchs hat möglicherweise einen Bezug zu dem germanischen Donnergott Donar, weil der Brauch mit einiger Wahrscheinlichkeit seinen Ursprung in einem Opferkult Donars hat, und weil der Fuchs bei Sommerverkündigungen umhergetragen wurde, was ihn als Tier Donars kennzeichne.
Eine der zahlreichen mundartlichen Umschreibungen für Pfingstfuchs (wie pengsvoss, pinkestfoss, pinkstervoß uvm.) war pinkstfos. Friedrich Woeste bemerkt bezüglich der Grafschaft Mark hierzu, dass die Redensart einen alten Pfingstbrauch voraussetzt.
Zur Herkunft des Ausdrucks Pfingstfuchs schreibt Woeste, dass noch im 18. Jahrhundert der Brauch geherrscht habe, einen gefangenen oder erlegten Fuchs, Marder, Iltis oder dergleichen bei den Nachbarn umherzutragen und dafür Eier zu sammeln. Woeste mutmaßt, dass dies geschah, um zu Pfingsten einen Eiervorrat zu haben, und er glaubt, es habe sich um einen lebenden und an der Rute verstümmelten Fuchs gehandelt. Denn daraus erklärt sich seiner Ansicht nach die Redensart vom schreienden Fuchs: Foß foß foß - lech dinen stiärt oppen kloß! Eck well hauen, du saß blauen, - foß foß foß!
Im Holsteinischen nennt sich der Junge, der den Fuchs umherträgt, Hans Voß.
Es gab die Redensart he schraiet as'n Pingstfoss; Wenn man ihn fangen konnte, steckte man ihn in den Teich, was nach dem Volkskundler und Mythologe Wilhelm Mannhardt zufolge auf Regenzauber hindeutet.
Belegt ist auch die Sitte, beim Viehaustrieb das Mädchen oder den Burschen, der mit den seinigen zuletzt kam, Pfingstfuchs oder pingvoss zu nennen. Dieser Pfingstfuchs wurde dann mit Laub geschmückt und unter großem Jubel durch das Dorf geführt. Dass der Pfingstfuchs und andere Pfingsttiere in Laub eingehüllt sowie bei Frühlings- und Sommerbräuchen echte Füchse umhergetragen wurden, bestätigt auch Mannhardt.
Im Plattdeutschen ist Pingstvoss ein Schimpfname für diejenigen, die am ersten Pfingstmorgen zuletzt aufstehen.